# Incarvillea
Genre
Classification phylogénétique
Incarvillea, les Incarvillées, est un genre de plantes à fleurs de la famille des Bignoniaceae. Il comprend 16 espèces originaires d'Asie. La plupart proviennent des hauteurs de l'Himalaya et du Tibet. À la différence des autres Bignoniaceae, qui sont des arbres ou des lianes, les espèces d'Incarvillea sont des plantes vivaces à racines tubéreuses.
Le genre Incarvillea doit son nom au Père jésuite, Pierre Nicolas Le Chéron d'Incarville. 
Sélection d'espèces
- Incarvillea altissima
- Incarvillea arguta
- Incarvillea beresowskii
- Incarvillea compacta
- Incarvillea delavayi - Les racines de cette espèce auraient la propriété de repousser les taupes sur un diamètre de 7 m autour du plant.
- Incarvillea dissectifoliola
- Incarvillea emodi
- Incarvillea forrestii
- Incarvillea lutea
- Incarvillea mairei
- Incarvillea olgae
- Incarvillea potaninii
- Incarvillea sinensis (syn. I. variabilis)
- Incarvillea younghusbandii
- Incarvillea zhongdianensis

Taille 12 à 20 cm .

## Galerie

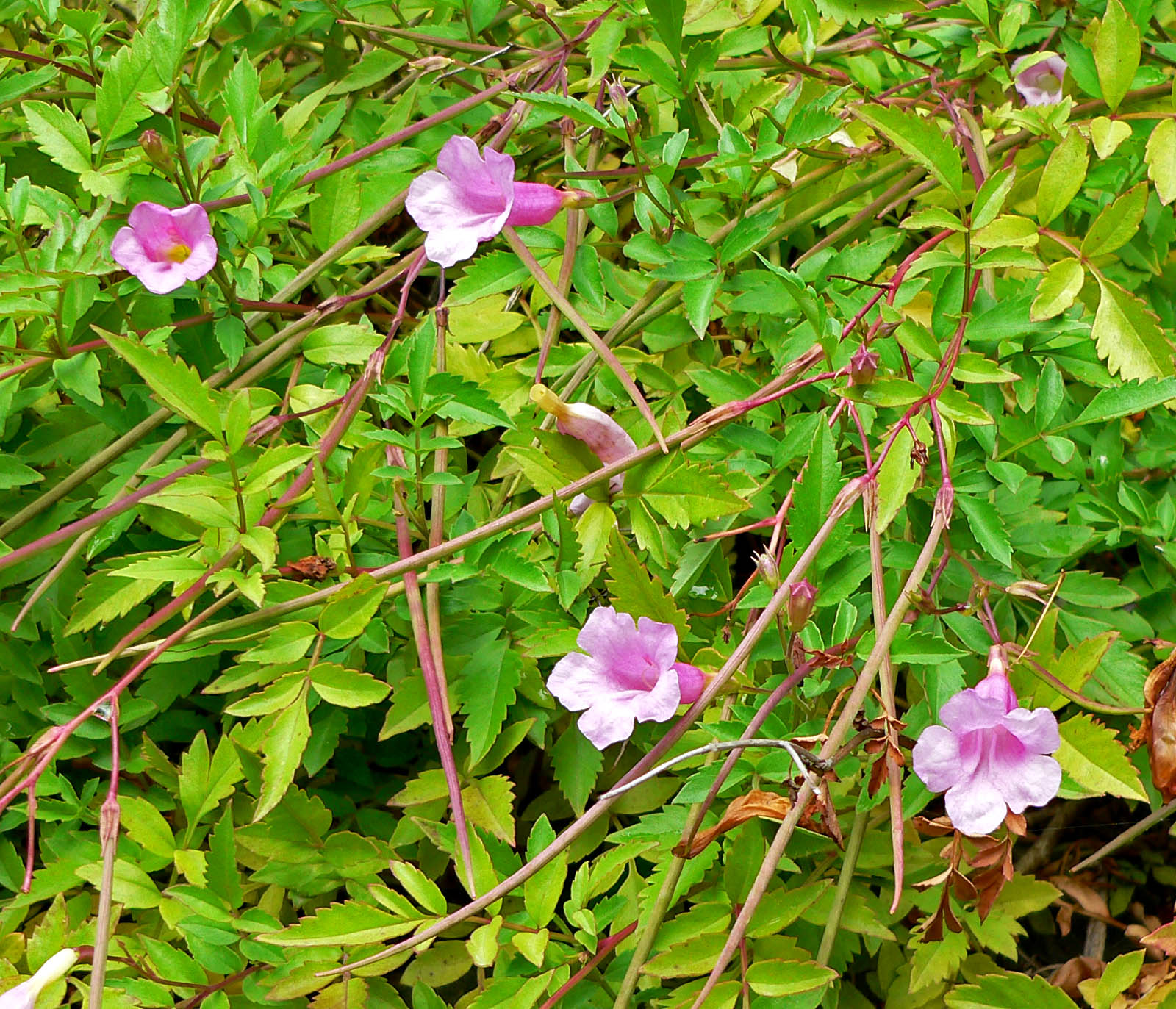
Incarvillea arguta.